# گروسمرینگ
گروسمرینگ (به آلمانی: Großmehring) یک شهر در آلمان است که در آیشتت واقع شده‌است.

## خصوصیات
گروسمرینگ ۴۷٫۳۸ کیلومترمربع مساحت دارد ۳۷۵ متر بالاتر از سطح دریا واقع شده‌است.